# Championnat d'Italie de football 1983-1984
Navigation
Édition précédente Édition suivante
| \| Juventus AS Rome Fiorentina Inter Torino Hellas Sampdoria AC Milan Udinese Ascoli Avellino Naples Lazio Genoa Pise Catane \| Localisation des clubs engagés dans le championnat. |
| Juventus AS Rome Fiorentina Inter Torino Hellas Sampdoria AC Milan Udinese Ascoli Avellino Naples Lazio Genoa Pise Catane                                                           |

Le Championnat d'Italie de football de Série A 1983-1984 est la 82e édition du championnat d'Italie de football, qui réunit 16 équipes. 
Le championnat est remporté pour la 21e fois de son histoire par la Juventus, deuxième du championnat 1982-1983, dont le jeu est mené par le français Michel Platini, alors au sommet de sa carrière. Ce dernier remporte en outre pour la seconde fois le titre de meilleur buteur avec 20 buts. Il obtiendra un deuxième Ballon d'or en fin d'année grâce à ses performances en Italie et à l'Euro 84 qu'il a survolé de toute sa classe.

## Classement
| Rang | Équipe        | Pts | J  | G  | N  | P  | Bp | Bc | Diff |
| ---- | ------------- | --- | -- | -- | -- | -- | -- | -- | ---- |
| 1    | Juventus      | 43  | 30 | 17 | 9  | 4  | 57 | 29 | +28  |
| 2    | AS Rome T     | 41  | 30 | 15 | 11 | 4  | 48 | 28 | +20  |
| 3    | AC Fiorentina | 36  | 30 | 12 | 12 | 6  | 48 | 31 | +17  |
| 4    | Inter Milan   | 35  | 30 | 12 | 11 | 7  | 37 | 23 | +14  |
| 5    | Torino        | 33  | 30 | 11 | 11 | 8  | 37 | 30 | +7   |
| 6    | Hellas Vérone | 32  | 30 | 12 | 8  | 10 | 43 | 35 | +8   |
| 7    | Sampdoria     | 32  | 30 | 12 | 8  | 10 | 36 | 30 | +6   |
| 8    | Milan AC      | 32  | 30 | 10 | 12 | 8  | 37 | 40 | -3   |
| 9    | Udinese       | 31  | 30 | 11 | 9  | 10 | 47 | 40 | +7   |
| 10   | Ascoli        | 29  | 30 | 9  | 11 | 10 | 29 | 35 | -6   |
| 11   | Avellino      | 26  | 30 | 9  | 8  | 13 | 33 | 39 | -6   |
| 12   | SSC Naples    | 26  | 30 | 7  | 12 | 11 | 28 | 38 | -10  |
| 13   | Lazio Rome    | 25  | 30 | 8  | 9  | 13 | 35 | 49 | -14  |
| 14   | Genoa CFC     | 25  | 30 | 6  | 13 | 11 | 24 | 36 | -12  |
| 15   | Pise          | 22  | 30 | 3  | 16 | 11 | 20 | 35 | -15  |
| 16   | Catane        | 12  | 30 | 1  | 10 | 19 | 14 | 55 | -41  |

## Buteurs
1. Michel Platini (Juventus) : 20 buts
2. Zico (Udinese) : 19 buts
3. Maurizio Iorio (Hellas Vérone) : 14 buts